# Jaume Llongueras i Badia
Jaume Llongueras i Badia (Barcelona, 31 de març de 1883 - Barcelona, 18 de maig de 1955) fou un pintor i decorador català.

## Biografia
Jaume Llongueras va néixer a la Plaça de Marquilles de Barcelona, fill de Marià Llongueras i Trullàs, natural d'Olesa de Montserrat, i de Teresa Badia i Padrisa, natural de Barcelona. Fou germà del músic Joan Llongueras i Badia.
Es va formar a l'Escola de Llotja. Els seus primers treballs, realitzats entre Terrassa i Barcelona, van anar a cavall entre el Simbolisme, el Modernisme i el Noucentisme. A principis del segle xx va treballar amb Gaudí al taller de la Sagrada Família, a la Casa Milà i al projecte de restauració de la Catedral de Mallorca. Anys després es va especialitzar com a decorador d'interiors, realitzant encàrrecs per a les cases de personatges de renom de la seva època, com la de Lluís Plandiura, entre d'altres. També va decorar la casa de la ciutat de Barcelona, el Conventet de Pedralbes i el Palauet Albéniz.
Es va casar amb Francesca Castañé i Morros.